# Tropicophanes
Tropicophanes is een kevergeslacht uit de familie van de boktorren (Cerambycidae). De wetenschappelijke naam van het geslacht werd voor het eerst geldig gepubliceerd in 1991 door Sama.

## Soorten
Tropicophanes omvat de volgende soorten:
- Tropicophanes fasciatus (Billberg, 1817)
- Tropicophanes wieringai Adlbauer, 2006